# NGC 5374
NGC 5374 (другие обозначения — UGC 8874, MCG 1-36-4, ZWG 46.16, IRAS13549+0620, PGC 49650) — галактика в созвездии Дева.
Этот объект входит в число перечисленных в оригинальной редакции «Нового общего каталога».
В галактике вспыхнула сверхновая SN 2003bl типа II, её пиковая видимая звездная величина составила 18,4.
В галактике вспыхнула сверхновая SN 2010do типа Ic, её пиковая видимая звездная величина составила 17,2.